# Benjamin Rassat
 (juin 2010).
Si vous disposez d'ouvrages ou d'articles de référence ou si vous connaissez des sites web de qualité traitant du thème abordé ici, merci de compléter l'article en donnant les références utiles à sa vérifiabilité et en les liant à la section « Notes et références ».
Pour les articles homonymes, voir Rassat.
Benjamin Rassat est un réalisateur français.

## Biographie
Auteur en 2005 du film de 8 heures : McEnroe-Lendl, 31 mai 1988 : Le Crépuscule des dieux, déjà diffusé sur Arte, TV5, et sur le réseau international de la chaine américaine ESPN en version 52 minutes.
Le 15 mai 2007, il a présenté son nouveau film Quand l'Internet fait des bulles en deux épisodes sur l'histoire de l'Internet français diffusé sur 13e Rue, Odyssée et TV5 Monde.
En 2009, il se consacre à la réalisation de son 3e film I am the media, un road-movie international sur la révolution Internet, soit les technologies de l'information mises à la disposition du grand public. Le film diffusé en avril sur la chaine Arte est sortie dans sa version intégrale sur l'Internet, à partir du 31 mai 2010. Rediffusé sur La Chaine Parlementaire, I am the media a fait l'objet d'un débat public.
En 2010, Benjamin Rassat réalise son 4e film, La légende d'Alain Mimoun qui narre l'histoire de l'athlète français Alain Mimoun. Ce film a été diffusé sur la chaîne Histoire, TV5 Monde, Odyssée et ESPN.
De janvier 2011 à décembre 2012, il réalise et produit le film Arnaud Assoumani. L'homme au bras d'or sur le défi lancé par le champion paralympique Arnaud Assoumani d'être le premier athlète handisport français à se qualifier chez les valides pour les Jeux Olympiques. Cette odyssée de trois heures sort en juillet 2013 sur la chaîne L'Équipe 21.
Le 1er janvier 2014, il lance le projet "1984", une chaine Dailymotion et une série de 12 épisodes sur l'année 1984 revue et corrigée au travers de le relecture du roman de George Orwell. À chaque début de mois de l'année 2014, un nouvel épisode est mis en ligne, composé de 26 minutes d'archives inédites et internationales sur le mois correspondant de l'année 1984.
Pendant la Coupe du monde 2014 au Brésil, il réalise Obá Obá Obá, une comédie musicale tournée en direct dans les 12 villes hôtes. Ce film d'une durée de 10 h 30, découpée en 11 épisodes de 52 minutes, brosse le portrait du Brésil contemporain au travers des chansons du chanteur Jorge Ben Jor, interprétées par une centaine de jeunes artistes, chanteurs, danseurs, poètes brésiliens. Tourné en collaboration avec Vincent Moon et Pierre Barouh, ce film est présenté officiellement le 22 avril 2015 à la Cinémathèque Française.
Depuis janvier 2015 et les attentats à Charlie Hebdo, il travaille sur le projet : « Shooting Charlie ».
Le 11 mai 2016 est diffusé sur Canal + son nouveau film, Saint-Etienne. L'Epopée 1976, l'aventure européenne des Verts en 1976 racontée par les seize joueurs et leur entraineur, Robert Herbin.
En janvier 2020, il sort le projet Les Images de Marc, réalisé avec Quentin Jagorel : 20 analyses de 20 images du 20ème siècle par l'historien Marc Ferro.
C'est en mai 2023 qu'il lance son 12ème film, Tous les autres s'appellent Noah, l'histoire de la victoire de Yannick Noah à Roland-Garros en 1983 vue par ses sept adversaires : Anders Järryd, Victor Pecci, Pat DuPré, John Alexander, Ivan Lendl, Christophe Roger-Vasselin et Mats Wilander. Ce film d'une durée de 2h50 est découpé en trois épisodes pour sortir sur Youtube en version française, puis en version anglaise sous le titre de Noahed.
En juillet 2024, il réalisé avec l'athlète champion paralympique Arnaud Assoumani un documentaire pirate sur les Jeux Olympiques et les Jeux Paralympiques : L'Important c'est de Participer. Filmé sans accréditation par un collectif de six jeunes armés d'Iphone 13, le documentaire raconte en dix épisodes comment le peuple de Jeux a transformé Paris en une immense salle des fêtes à ciel ouvert.  

## Films
- McEnroe-Lendl. Le Crépuscule des Dieux, 2005
- Quand l'Internet fait des bulles, 2007
- I am the media, 2009
- La légende d'Alain Mimoun, 2010
- Arnaud Assoumani. L'homme au bras d'or, 2013
- 1984, 2014
- Obá Obá Obá, 2015
- Shooting Charlie, 2015
- Saint-Etienne. L'Epopée 1976, 2016
- Polnareff sans lunettes, 2018
- Les images de Marc, entretiens filmés avec Marc Ferro, réalisé avec Quentin Jagorel, 2020
- Sept fragments de Magma, 2022
- Tous les autres s'appellent Noah, 2023
- Platini de Nancy, 2024
- Paris 2024 - L'Important c'est de Participer, 2025